# Dampfkessel

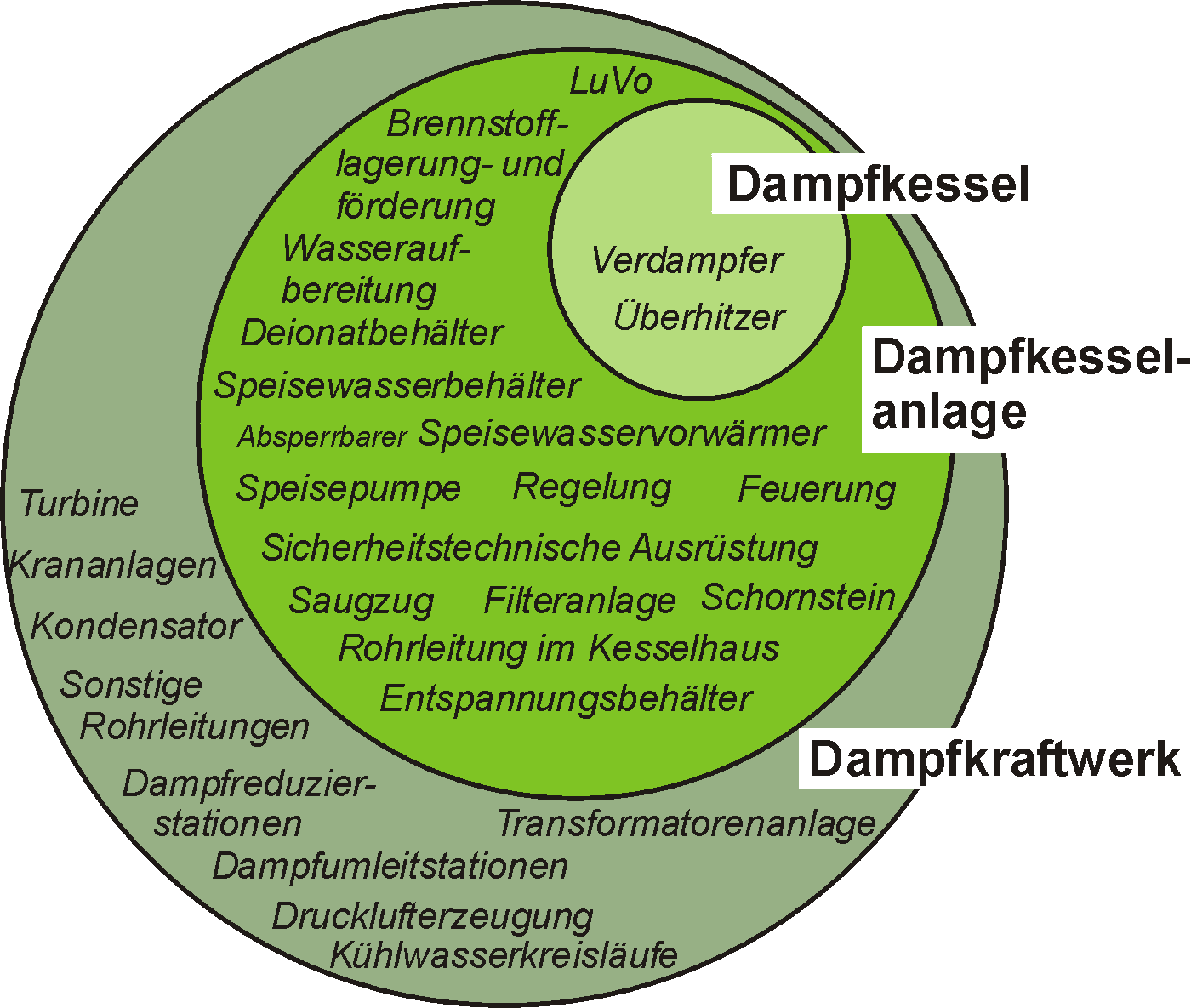
Abgrenzung der Begriffe Dampfkessel, Dampfkesselanlage und Dampfkraftwerk

Ein Dampfkessel ist ein geschlossener beheizter Druckbehälter oder ein Druckrohrsystem, das dem Zweck dient, Wasserdampf von höherem als atmosphärischem Druck (p > 1,013 bar absolut) oder Heißwasser mit Temperaturen oberhalb von 110 °C für Heiz- und Betriebszwecke zu erzeugen.
Wird der Dampfkessel zur Erzeugung von Dampf genutzt, dann spricht man von einem Dampferzeuger. In Abhängigkeit von der Dampfnutzung wird in einem Dampfkessel Sattdampf oder Heißdampf erzeugt.

## Dimensionen
Die Größe von Dampfkesseln ist weit gespannt. Sie reicht von Kleinstdampfkesseln im Haushalt (Dampfreiniger, Dampfbügeleisen) und im Knatterboot bis zu Turmdampfkesseln in Dampfkraftwerken mit einer Höhe bis 155 m bei einer Dampfleistung bis zu 3600 t/h.
Die Dimensionen betragen beispielsweise bei dem modernen, mit Braunkohle betriebenen Block K des Kraftwerkes Niederaußem:
- 168 m Kesselhaushöhe,
- 2620 Tonnen Dampf pro Stunde,
- eine thermische Leistung von 2306 MW,
- ein Brennstoffverbrauch von 847 t pro Stunde,

bei Auslegungsparametern 274 bar und 580 °C (Frischdampf) bzw. 600 °C (Sekundärdampf nach Zwischenüberhitzer).

## Kessel mit Feuerung
Die Wärmezufuhr kann durch Befeuerung mit gasförmigen, flüssigen oder festen Brennstoffen erfolgen.

## Verdampfer ohne Feuerung
Der Wärmetransfer kann durch Wärmestrahlung oder Wärmeleitung erfolgen,
- wenn eine Strahlungsquelle, wie durch fokussierte Solarstrahlung, Energie liefert,
- wenn ein Kühlmedium im Primärkreis eines Reaktors Energie aus nuklearer Spaltwärme liefert,
- ein Produkt aus einem exothermen chemischen Prozess den Wärmetauscher beheizt,
- eine Widerstandsheizung mit elektrischer Energie arbeitet,
- Abwärme einer Gasturbine in einem GuD-Kraftwerk oder eines Verbrennungsmotors oder Gasmotors zugeführt wird

usw.
Die so nutzbare Abhitze entsteht bei chemischen Reaktionen oder bei physikalischem Schmelzen von Rohstoffen. Voraussetzung für den Wärmefluss sind hinreichende 
- Temperaturdifferenzen und
- Massenströme
- Übertragerflächen

Bei den direkt befeuerten Kesseln dienen als Brennstoffe Kohle, Erdöl, Erdgas und zunehmend auch Biomasse sowie Abfälle. 
Bei festen Brennstoffen unterscheidet man Staubfeuerung, Rostfeuerung und Wirbelschichtfeuerung.

## Bauformen
Bei der Bauform unterscheidet man zwischen Schnelldampferzeugern, Großwasserraumkesseln und Wasserrohrkesseln. Zur Erzeugung geringer Dampfmengen werden auch elektrisch beheizte Dampfkessel verwendet.
Es wird zwischen Landdampfkesseln und beweglichen Dampfkesseln unterschieden. Der Landdampfkessel befindet sich an einem festen Aufstellungsort. Bewegliche Dampfkessel sind z. B. Dampfkessel auf Lokomotiven, Lokomobilen, Schiffen oder Kräne, um mittels Dampfmaschine oder Dampfturbine ein Fahrzeug oder eine Hebevorrichtung anzutreiben.

### Lokomotivdampfkessel

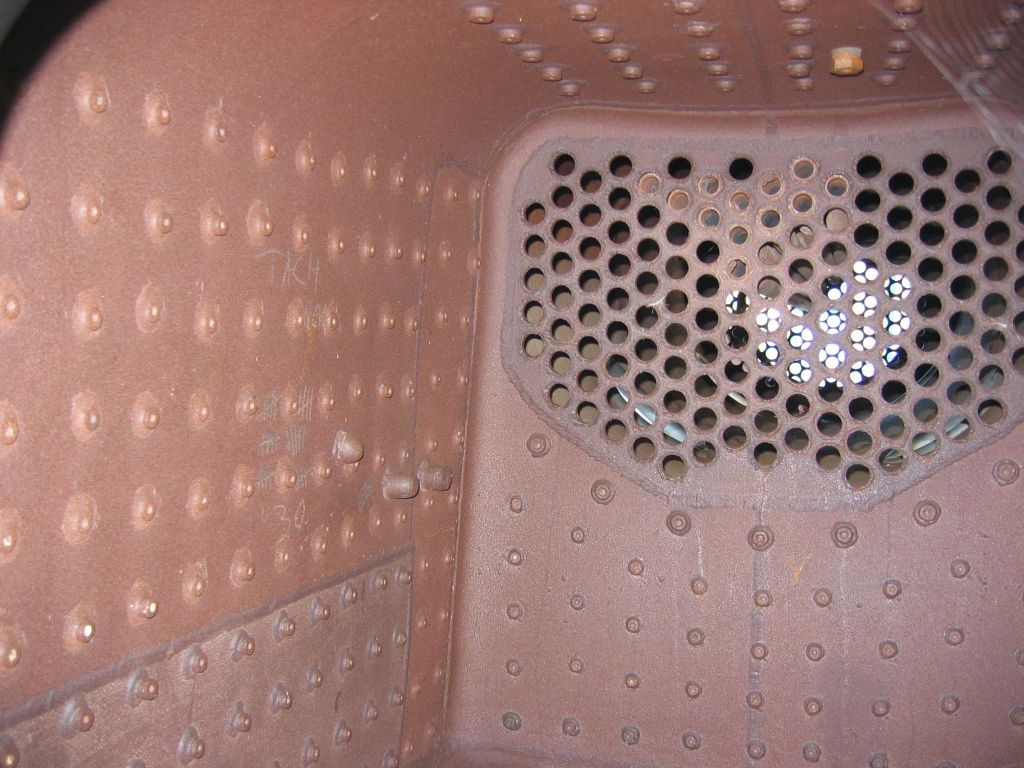
Entrohrter Lokomotivdampfkessel der Harzer Schmalspurbahn, Blick von der Feuerbüchse zum Rauchgasdurchtritt

Der Lokomotivdampfkessel war ursprünglich eine genietete Konstruktion, die für den beweglichen Einsatz optimiert worden ist. Es musste auf einem begrenzten Raum eine möglichst hohe Dampfleistung erzeugt werden. Der Lokomotivdampfkessel hat eine wassergekühlte Feuerbüchse. Die Wände der Feuerbüchse sind mit Stehbolzen zum Außenmantel stabilisiert. Am Austritt der Feuerbüchse schließt der sogenannte Langkessel an, durch den das Rauchgas in Rauchrohren geleitet wird. Er besteht meist aus mehreren aneinandergenieteten oder -geschweißten Kesselschüssen. Zur Steigerung des Wirkungsgrades der Dampfmaschine sind in leistungsstarken Lokomotivdampfkesseln Überhitzerschlangen eingesetzt worden, die als U-Rohr in die Rauchrohre hineingeführt sind. Die Betriebsdrücke der Lokomotivdampfkessel liegen meist bei 12 bis 16 bar (Deutschland) bzw. bei 14,1 bis 21,8 bar (USA). Höhere Betriebsdrücke haben sich nicht durchsetzen können.
Neubaukessel, die nach dem Zweiten Weltkrieg zum Einsatz kamen, sind aufgrund der Weiterentwicklung der Schweißtechnik meistens als Schweißkonstruktion ausgeführt worden.
Dampfleistung: bis 22 t/h (Deutschland, Kessel der Baureihe 45, sogenannte Splittergattungen sind nicht berücksichtigt); bis über 45 t/h (USA, Kessel diverser Baureihen)

### Großwasserraumkessel
Es wird unterschieden zwischen:
- Flammrohr-Rauchrohrkessel
- Flammrohrkessel
- Rauchrohrkessel
- Walzenkessel.

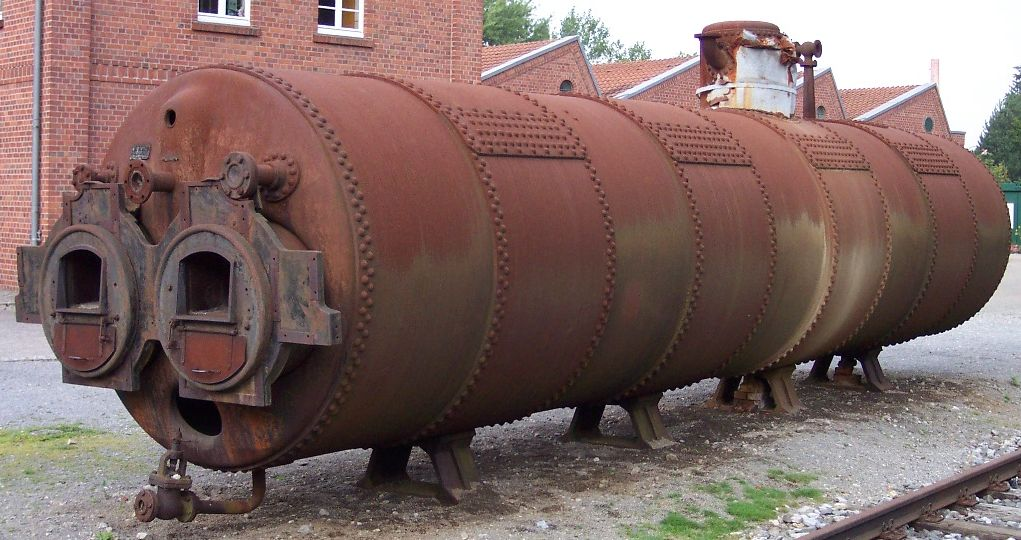
Genieteter Flammrohr-Dampfkessel eines Industriebetriebes

Diese Kesselbauart besitzt einen zylindrischen Mantel. Aus dem mantelseitig beheizten Walzenkessel des 19. Jahrhunderts wurde der Flammrohrkessel weiterentwickelt, der einen effektiveren Wärmeübergang zur Folge hat. Mit der Einführung der Schweißtechnik entstand der Flammrohr-Rauchrohrkessel. Das Flammrohr erhielt eine Wendekammer, über die der Rauchgasstrom in die nachgeschalteten Rauchgasrohre geleitet wird. Die heute vorwiegend verwendete Bauart ist der Flammrohr-Rauchrohr-Dreizug-Kessel. Er besitzt ein Flammrohr und zwei Rauchgaszüge und somit eine vordere und hintere Wendekammer. Der Zug bezeichnet eine durchgehende Heizfläche zwischen zwei Umleitungen des Strömungsweges.
Der Rauchrohrkessel ist ein Abhitzekessel. Dem Kessel ist eine Feuerung, z. B. eine Feuerbüchse, ein Feuerraum oder eine Gasturbine vorgeschaltet.
Der Großwasserraumkessel wird für kleinere bis mittlere Dampfleistungen und Dampfdrücke eingesetzt. Die Drücke sind begrenzt, da der Mantel mit Durchmessern bis 4 m für den Druck ausgelegt sein muss. Leistungsgrenzen sind:
Dampfdrücke: bis 30 bar.
Dampfleistung: bis 55 t/h (Zwei Flammrohre).
Die gesamten Schweißarbeiten am Kesselkörper werden beim Hersteller ausgeführt. Bei kleineren und mittleren Kesseln kann auch die Isolierung und die Installation der Ausrüstung beim Hersteller erfolgen, so dass am Aufstellungsort lediglich der Anschluss zu den Komponenten der Dampfkesselanlage und an den Dampfverbraucherkreis erfolgen muss.

### Wasserrohrkessel

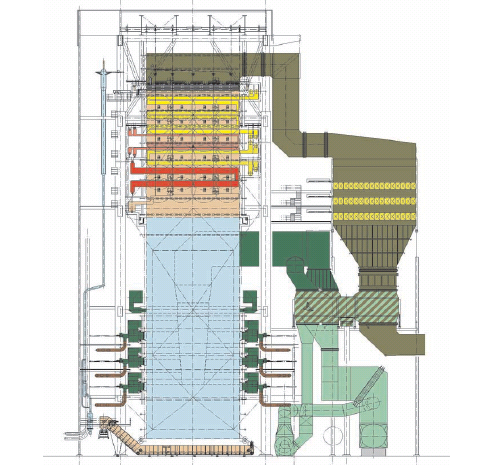
Dampfkessel in einem modernen Kohlekraftwerk

Beim Wasserrohrkessel befindet sich im Gegensatz zum Großwasserraumkessel das Wasser in den Rohren. Diese Kesselbauart wird bei höheren Dampfleistungen und -drücken eingesetzt. Der Wasserrohrkessel wird auch bei der Feststoffverbrennung eingesetzt, da der Brennraum im Gegensatz zu Flammrohr beliebig durch die Anordnung von Rohrwänden gestaltet werden kann. In den Rauchgasweg können Rußbläser eingefahren werden, um bei starkem Staubanfall die Heizflächen zu säubern.
Folgende Varianten gehören zu den Wasserrohrkessel:
- Naturumlaufkessel
- Zwangumlaufkessel und
- Zwangdurchlaufkessel.

Die Heizflächen werden von dem heißen Abgas berührt und nehmen die Wärme auf. Im Bereich der Verbrennung (hohe Wärmestromdichte) und in wärmetechnisch oder durch Abrasion/Korrosion gefährdeten Bereichen werden vor den Rohrwänden feuerfeste Ausmauerungen eingebracht oder die Flächen werden bestiftet und mit Stampfmasse ausgekleidet. Zur Verbesserung des Wärmeüberganges werden in die Züge Schlangenverdampfer eingehängt. Da der von Wasserrohrkesseln erzeugte Dampf oft für Dampfturbinen genutzt wird, muss der Dampf überhitzt werden. Dazu werden in dem Rauchgasweg im Bereich mittlerer Rauchgastemperaturen Überhitzer eingehängt. In dem letzten Zug wird meistens der Speisewasservorwärmer (Economiser) eingesetzt. Die Restwärme kann noch in dem Luftvorwärmer (LuVo) zur Erwärmung der Verbrennungsluft genutzt werden. Das Abgas wird dann der Abgasreinigung zugeführt.
Die statische Stabilität dieser Konstruktion wird durch Verschweißen der Rohre mit Flacheisen erreicht (Bild), die dadurch gleichzeitig dicht gegenüber den Rauchgasen wird.

### Schnelldampferzeuger
Der Schnelldampferzeuger ist ein Wasserrohrkessel für kleinere Leistungen zur Erzeugung von Nass- bzw. Sattdampf. Die Heizflächen bestehen lediglich aus einer spiralförmig gewundenen Rohranordnung. Der Brenner ist auf der Achse der Heizspirale angeordnet. Brennstoffmenge und die Liefermenge der Pumpe sind so abgestimmt, dass Nassdampf mit geringem Restwasseranteil erzeugt wird. In der Dampfleitung wird oft noch ein Wasserabscheider angeordnet, um nahezu Sattdampfverhältnisse zu erreichen. Da der Schnelldampferzeuger kein Speichervolumen hat, sollten nur solche Dampfverbraucher angeschlossen werden, die eine gleichmäßige Dampfmenge benötigen. Der Vorteil des Schnelldampferzeugers beruht auf dem günstigeren Preis gegenüber dem Flammrohr-Rauchrohr-Kessel und die kurze Anfahrzeit vom kalten zum Betriebszustand. Die Leistungsgrenzen sind Dampfdrücke: bis 32 bar bei einer Dampfleistung bis 2 t/h.

### Elektrodampfkessel
die Erzeugung von Dampf in Elektrodampfkessel kann auf zweierlei Weise erfolgen:
- Verwendung von Heizstäben, die in den Wasserraum eingetaucht sind. Die Erwärmung erfolgt durch den ohmschen Widerstand der Heizwicklungen.

- In den Wasserraum werden drei gegenüber dem Mantel isolierte Elektroden (Drehstrom) eingetaucht. Das Kesselwasser wirkt als Elektrolyt und die Erwärmung erfolgt durch den ohmschen Widerstand des Wassers. Es muss in dem Fall salzhaltiges Kesselwasser verwendet werden, um eine ausreichende Leitfähigkeit zu erreichen. Diese Anordnung wird allerdings selten verwendet.

Elektrodampfkessel werden eingesetzt, wenn nur geringe Dampfmengen benötigt werden oder nur unregelmäßig Dampf benötigt wird (z. B. für Versuchsanlagen). Ein weiterer Grund für den Einsatz von Elektrodampfkessel können behördliche Auflagen bezüglich Emissionen darstellen.
Die elektrisch erzeugte Dampfleistungen eines Kessels liegt meistens deutlich unter 1 t/h. Die Kessel bestehen meistens aus zylindrischen Mänteln mit Klöpperböden. Die Heizstäbe sind in einen Blindflansch eingesetzt und abgedichtet und werden an einem Flanschstutzen des Kessels verschraubt.
Sterilisatoren in Krankenhäusern oder Labors werden oft mit Dampf aus Elektrokesseln versorgt, die platzsparend in der Einhausung der Anlage integriert sind. Den Elektrodampfkesseln können auch die Dampfbügeleisen oder dampfbeheizte Geräte für Reinigungszwecke oder zum Lösen von Tapeten zugerechnet werden.

### Kernkraftwerke
In Kernkraftwerken mit Siedewasserreaktor wird der Dampf im Reaktordruckbehälter erzeugt.
In Kernkraftwerken mit Druckwasserreaktor wird der Dampf in Wärmeübertragern erzeugt, in denen mittels Zwangdurchlaufs des im Reaktordruckbehälter erhitzten Primärwassers das Speisewasser im Sekundärkreislauf verdampft wird. In Kernkraftwerken von Siemens AG/Kraftwerk Union kommen Dampferzeuger mit stehenden U-Rohren vor, im Kernkraftwerk Mülheim-Kärlich (BBC/BBR- Babcock-Brown Boveri Reaktor GmbH) waren stehende Geradrohr-Dampferzeuger im Einsatz.

## Dampferzeugung im T-s-Diagramm

Dampferzeugung im T-s-Diagramm

Das T-s-Diagramm zeigt die typischen Zustandsänderungen von Wasser und Wasserdampf in einem Dampferzeuger mit Überhitzer (Druckverluste wurden vernachlässigt):
- 1–2: Druckerhöhung des Wassers auf den Kesseldruck Speisepumpe
- 2–3: Isobare (bei konstantem Druck) Wärmezufuhr bis zur dem Druck entsprechenden Verdampfungstemperatur
- 3–4: Isotherme vollständige Verdampfung des Wassers
- 4–5: Isobare Überhitzung des entstandenen Wasserdampfes

(Energetische Betrachtungen: siehe Dampfkraftwerk)

## Einsatz von Dampfkesseln
Dampfkessel kommen insbesondere dort zum Einsatz, wo Wasserdampf sowie Heißdampf benötigt wird. So werden Dampfkessel in der Energiewirtschaft in Form von Kraftwerk-Dampferzeugern zur Stromgewinnung verwendet. Neben den verschiedenen Einsatzbereichen in der Industrie zum Beispiel in Heizsystemen oder in der Produktion werden Dampfkessel auch in der Landwirtschaft verwendet für das Dämpfen (Bodendesinfektion) zur Bodenentseuchung.

## Sicherheit von Dampfkesseln

### Absalzung und Kesselwasserüberwachung
Im Kessel, insbesondere im Dampferzeuger, reichern sich mit der Zeit Salze an, da nur chemisch reines Wasser durch Verdampfung oder Verdunstung aus dem Kessel entweicht und dafür Wasser, das mit Salzen beladen ist, nachgespeist werden muss. Diese Salze müssen durch Absalzung wieder entfernt werden. Andernfalls droht Korrosion und Belagbildung.
Führen die Beläge auf den Rauchrohren bzw. den Flammrohren zunächst zu einem schlechter werdenden Wärmeübergang und damit verbundenen Energieverlusten, führt der zu hohe Salzgehalt im Kessel zum „Schäumen“, vergleichbar mit dem Kochen von Kartoffeln, d. h., salzhaltiges Kesselwasser kann mit dem Dampf mitgerissen werden und in den nachfolgenden Dampfleitungen und Anlagenteilen zu Korrosion führen. Bauen sich die Beläge soweit unzulässig auf, dass der Wärmeübergang von den Heizflächen in das Kesselwasser behindert wird, kommt es zur Überhitzung der Heizflächen, was zum Durchbrennen und somit auch zur Kesselexplosion führen kann. Die Folgen sind ähnlich wie bei einem Wassermangelschaden.
Präventiv schützt man den Kessel vor derartigen Schäden durch den Einsatz automatischer Absalzregelungen. Dabei überwachen konduktive Leitfähigkeitsmesssysteme die elektrische Leitfähigkeit des Kesselwassers permanent. Werden die definierten Grenzen überschritten, wird Wasser mittels eines Absalzventiles ausgeschleust. Bei den Systemen werden Zwei- und Vierelektrodensysteme unterschieden, analog zur Zwei- und Vierleiterschaltung. Eignet sich die Zweielektrodenmessung zur Überwachung von sauberen Kesselwässern in einem bevorzugen Leitfähigkeitsbereich von 0,5 bis 1000 µS/cm, so verwendet man die Vierelektrodenmessung vor allem dort, wo abhängig von den Kesselwasserinhaltstoffen mit Ablagerungen und Belagsbildungen zu rechnen ist. Bei der Zweielektrodenmessung gehen widerstandserhöhende Beläge unmittelbar in das Messergebnis ein, d. h., es wird eine geringere Leitfähigkeit vorgetäuscht. Bauteilgeprüfte Systeme erkennen diesen Umstand und gehen in die Störmeldung. Einfache Systeme zeigen einfach nur eine geringere Leitfähigkeit an. Bei dem Vierelektrodenmessverfahren werden dagegen durch die Trennung von stromführenden und zur Messung verwendeter Elektroden Polarisationseffekte auf das Messergebnis ausgeschlossen und zudem Verschmutzungen bzw. Belagsbildungen weitestgehend kompensiert. Die bauteilgeprüften Systeme verfügen über eine automatische Temperaturkompensation, d. h., der Leitfähigkeitsanstieg infolge Temperaturerhöhung wird automatisch und permanent kompensiert.
Im Kessel sedimentierte Partikel können mittels Abschlammventilen entfernt werden.

### Beschaffenheitsvorschriften
Dampfkessel sind überhitzungsgefährdete Druckgeräte im Sinne der Druckgeräterichtlinie 2014/68/EU (bis 07-2016 RL 97/23/EG) und dürfen nur in Verkehr gebracht werden, wenn der Hersteller durch ein Konformitätsbewertungsverfahren unter Beteiligung einer benannten Stelle nachgewiesen hat, dass die grundlegenden Sicherheitsanforderungen der Richtlinie eingehalten wurden. Der Hersteller bringt das CE-Zeichen an und stellt eine EG-Konformitätserklärung aus.
Harmonisierte Produktnormen für Dampfkessel sind:
- EN 12952-1 bis 17: Wasserrohrkessel
- EN 12953-1 bis 14: Großwasserraumkessel
- EN 14222: Edelstahl-Großwasserraumkessel

Bei Anwendung dieser Normen kann der Hersteller davon ausgehen, dass er die grundlegenden Sicherheitsanforderungen der Richtlinie erfüllt (Vermutungswirkung).
Grundlagen für die Forderung nach zuverlässigen Leitfähigkeitsmesssystemen findet man in den TRD-Regelwerken 604. Die Anforderungen, die Voraussetzung für eine Baumusterprüfung sind, findet man z. B. in dem VdTÜV-Merkblatt „Wasserüberwachungseinrichtungen 100“.
Es können aber auch andere Normen und Regelwerke angewandt werden. Allerdings muss der Hersteller nachweisen, dass er damit die grundlegenden Sicherheitsanforderungen der Druckgeräterichtlinie erfüllt.

### Betriebsvorschriften
Dampfkessel bzw. Dampfkesselanlagen haben aufgrund ihrer hohen gespeicherten Energie und ihres hohen inneren Druckes ein hohes Gefährdungspotential. Sie gehören deshalb zu den überwachungsbedürftigen Anlagen nach der Betriebssicherheitsverordnung. Aufgrund dieser Bestimmungen sind
- die Dampfkessel vor der Inbetriebnahme durch eine zugelassene Überwachungsstelle zu prüfen
- bei der zuständigen Behörde eine Erlaubnis zum Betreiben dieser Anlage einzuholen
- in bestimmten Fristen wiederkehrende Prüfungen (innere und äußere Prüfungen, Festigkeitsprüfungen, Funktionsprüfung der Sicherheitseinrichtungen) durch eine zugelassene Überwachungsstelle durchzuführen.

In den meisten Fällen dürfen die genannten Anlagen auch nur von qualifiziertem Fachpersonal, Heizwerkführer, Kesselwärter oder Heizer betrieben werden.